# Espícula (nematodos)

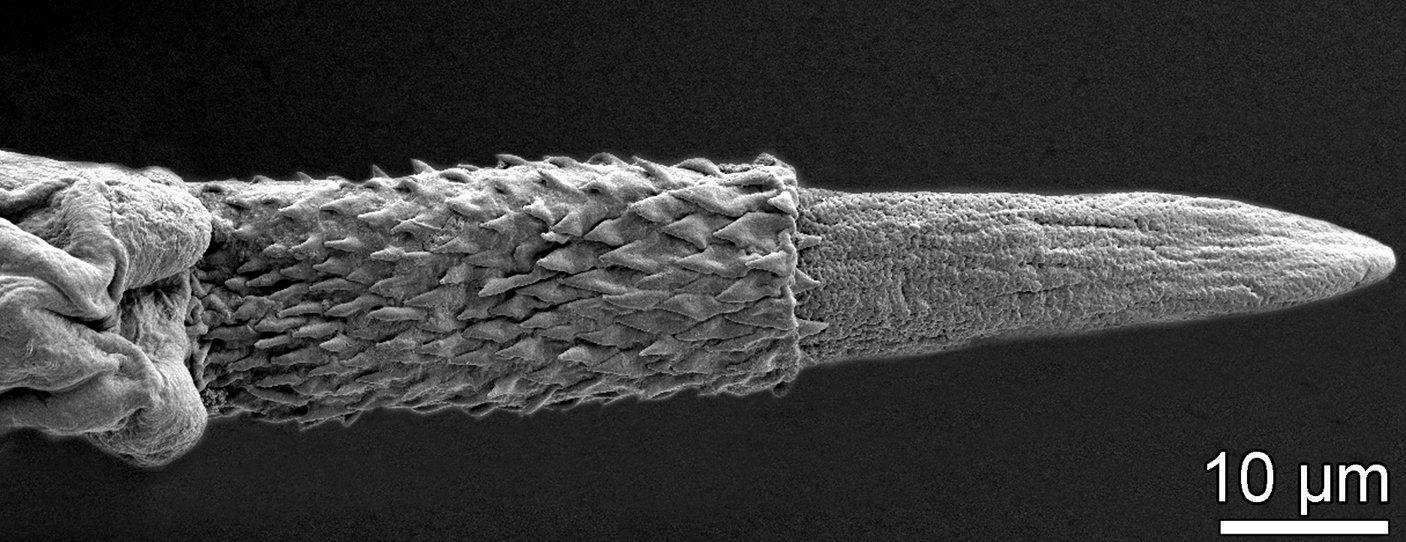
Extremo caudal masculino con espícula extruida y vaina espinosa espinosa, vista dorsal.

Las espículas son órganos genitales accesorios de penetración ubicados en el extremo de la cola del macho de los nemátodos, cerca de la bolsa copulatoria. Son modificaciones queratinizadas pareadas (varillas) de la cutícula. Su función consiste en dilatar la vulva de las hembras y así permitir el acoplamiento de los órganos genitales machos con los órgános genitales femeninos; éstas son guiadas por el gobernáculo. Las espículas también proporcionan soporte estructural al cuerpo de la esponja y sirven de protección contra los depredadores. Dependiendo de la subclase de nematodos, pueden o no tener espiculas:
- Sin espículas: Subclase Adenophorea: Fam. Trichinellidae
- Una espícula: Subclase Adenophorea: Fam. Trichuridae y Subclase Secernentea: Orden Oxyurida
- Dos espículas: Subclase Secernentea

## Morfología
Suelen ser cortas y tienen forma de hoja aguzada y curva. Pueden ser iguales o distintas, salvo algunas excepciones que tienen sólo una. Se pueden presentar con diversas morfologías, como cortas, gruesas, reducidas, en forma de gancho (Ostertagia) o alargadas, dependiendo de la especie, e inclusive con una mezcla de variaciones, como en Trichostrongylus, en donde se aprecian cortas y retorcidas.

## Funcionamiento
Existen músculos especiales que hacen que las espículas asomen a través de la cloaca y salgan por el ano o abertura. 